# Streptokoková faryngitida
Streptokoková faryngitida neboli streptokokový zánět nosohltanu je onemocnění, které způsobuje bakterie zvaná „streptokok skupiny A”. Streptokokový zánět nosohltanu postihuje nosohltan a krční mandle. Krční mandle jsou dvě žlázy nacházející se v krku na zadní straně dutiny ústní. Zánět nosohltanu může postihnout i hrtan (larynx). K běžným příznakům patří horečka, bolesti v krku a zduřelé žlázy (zvané mízní uzliny) na krku. Streptokokový zánět nosohltanu je příčinou 37 % onemocnění doprovázených bolestí v krku u dětí.
Choroba se šíří prostřednictvím blízkého kontaktu s nemocnou osobou. Pokud si chce lékař být jist, že nemocný skutečně trpí streptokokovým zánětem nosohltanu, je zapotřebí provést takzvaný stěr z krku. I bez tohoto testu však lze zjistit, zda je pravděpodobné, že nemocný streptokokovým zánětem nosohltanu opravdu onemocněl – a to na základě typických příznaků. Nemocnému mohou pomoci antibiotikum, léky zabíjející bakterie. Většinou se spíše než ke zkrácení doby nemoci používají k prevenci takových komplikací, jako je například revmatická horečka.

## Chorobné znaky a příznaky
Obvyklými příznaky streptokokového zánětu nosohltanu jsou bolesti v krku, horečka vyšší než 38 °C, hnis (žlutá či zelená tekutina tvořená odumřelými bakteriemi a bílými krvinkami) na mandlích a zduřelé mízní uzliny.
Objevit se mohou i jiné příznaky, jako například:
- Bolesti hlavy[4]
- Zvracení nebo nutkání ke zvracení (nauzea)[4]
- Bolesti žaludku[4]
- Bolesti svalů[5]
- Vyrážka (malé zarudlé pupínky) na těle, v ústech nebo v krku. Toto je sice neobvyklý, avšak specifický příznak.[3]

U osoby trpící streptokokovým zánětem nosohltanu se příznaky projeví od jednoho do tří dnů poté, kdy přišla do kontaktu s nemocným.

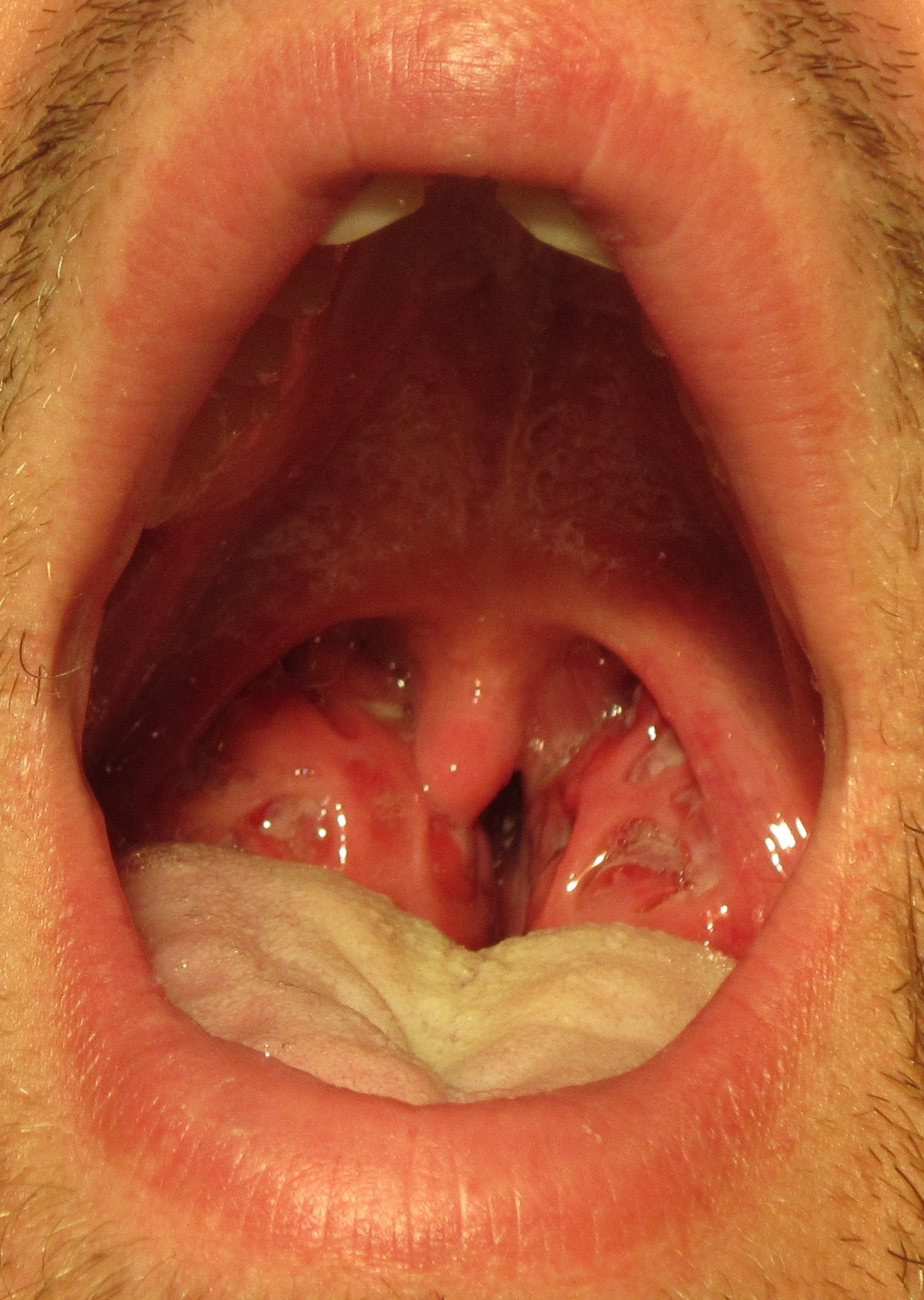
Příklad streptokokového zánětu nosohltanu. Povšimněte si zvětšených krčních mandlí pokrytých bílým hnisem.
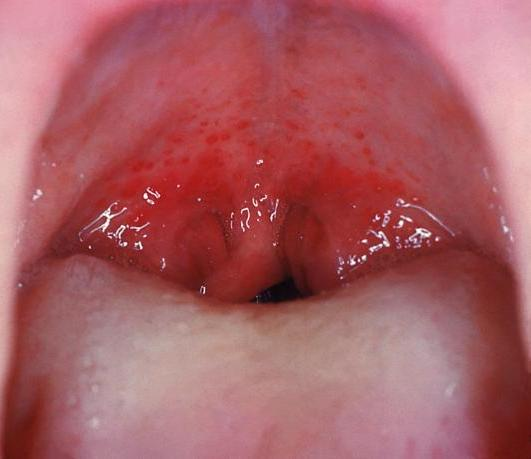
Příklad streptokokového zánětu nosohltanu. Povšimněte si malých zarudlých teček. Tato vyrážka je neobvyklým, avšak specifickým příznakem.
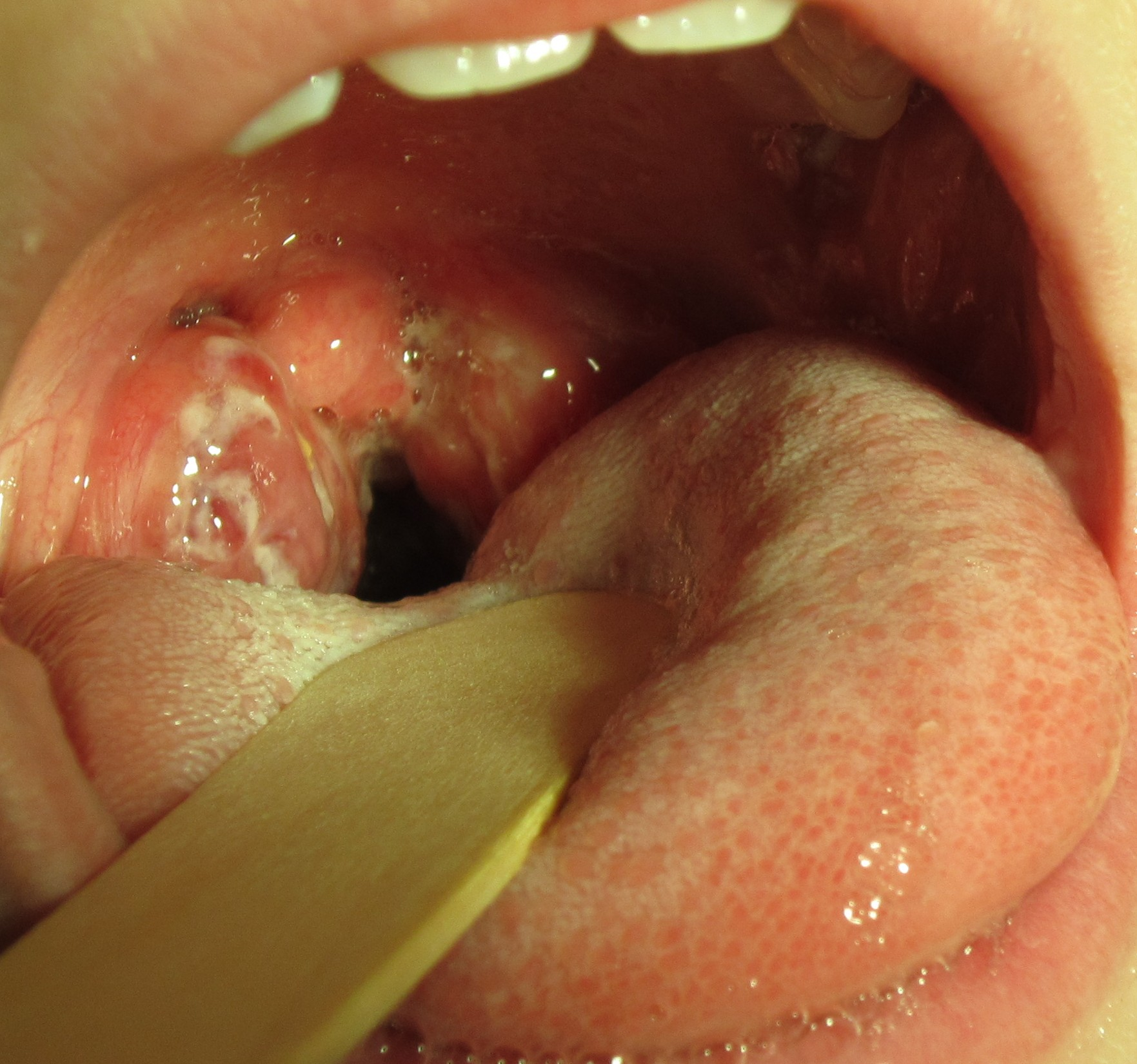
Příklad streptokokového zánětu nosohltanu u osmiletého dítěte. Povšimněte si zvětšených mandlí vzadu v krku, pokrytých bílým hnisem.

## Příčina
Streptokokový zánět nosohltanu způsobuje bakterie zvaná beta-hemolytický streptokok skupiny A (group A streptococcus neboli tzv. GAS bakterie). Bolesti v krku však mohou způsobit i jiné bakterie a viry. K nákaze dochází po přímém, blízkém kontaktu s nemocnou osobou. Nemoc se snadněji šíří v přelidněném prostředí. Typickým příkladem shromáždění většího počtu lidí v malém prostoru je například armáda nebo školy. GAS bakterie mohou vyschnout na prach, potom jsou ale lidem neškodné. Pokud jsou udržovány ve vlhkém prostředí, přežívaji až 15 dnů. Bakterie ve vlhkém stavu lze najít na předmětech, jako jsou například zubní kartáčky. Tyto bakterie mohou přežívat i v jídle – k tomu však dochází velice zřídka. Lidé se pak mohou po požití takového jídla nakazit. U dvanácti procent dětí se GAS bakterie normálně vyskytují v jejich hltanu, přesto tyto děti nevykazují žádné příznaky onemocnění.

## Diagnóza
| Body      | Pravděpodobnost nákazy streptokokem | Léčba |
| --------- | ----------------------------------- | --- |
| 1 či méně | <10 %                               | Není třeba provádět stěr z krku ani nasadit antibiotika                                                     |
| 2         | 11–17 %                             | Léčba antibiotiky vychází z výsledků stěru z krku nebo rychlého testu k detekci antigenů streptokoka (RADT) |
| 3         | 28–35 %                             | Léčba antibiotiky vychází z výsledků stěru z krku nebo rychlého testu k detekci antigenů streptokoka (RADT) |
| 4 nebo 5  | 52 %                                | Léčba antibiotiky zahájena bez provedení stěru z krku                                                       |

Seznam zvaný modifikovaná Centorova škála (modified Centor score) pomáhá lékařům určit, jak léčit nemocné trpící bolestmi v krku. Centorova škála má pět klinických stupňů a naznačuje pravděpodobnost toho, zda nemocný trpí streptokokovým zánětem nosohltanu.
Každému z následujících kritérií je přiřazen jeden bod:
- Absence kašle
- Zduřelé mízní uzliny nebo mízní uzliny bolestivé na dotek
- Tělesná teplota vyšší než 38 °C
- Hnis na krčních mandlích nebo zduřelé krční mandle
- Věk nižší než 15 let (jeden bod se odečítá, pokud je nemocný starší 44 let)

### Laboratorní testy
Stěr z krku je hlavní metodou, ke zjištění, zda nemocný trpí streptokokovým zánětem nosohltanu. Tento test je správný v 90 až 95 % případů. Existuje i jiný test, zvaný rychlý test na přítomnost streptokoka neboli RADT. Rychlý test na přítomnost streptokoka je rychlejší než stěr z krku, nemoc však určí správně jen v 70 % případů. Oba testy mohou prokázat, kdy nemocný streptokokovým zánětem nosohltanu netrpí; správnost je přitom 98 %.
Rychlý test na přítomnost streptokoka nebo stěr z krku mohou prokázat, zda nemocná osoba trpí streptokokovým zánětem nosohltanu. Lidé bez příznaků by ale tyto testy podstupovat neměli, protože u některých se streptokokové bakterie vyskytují v nosohltanu normálně a nepůsobí přitom žádné potíže. Takoví lidé léčbu nepotřebují.

### Příčiny podobných příznaků
Některé příznaky streptokokového zánětu nosohltanu jsou totožné s příznaky jiných nemocí. Z toho důvodu může být těžké bez stěru z krku nebo rychlého testu na přítomnost streptokoka zjistit, zda nemocný zmíněnou chorobou trpí. Pokud se u nemocného vyskytne horečka a bolesti v krku spojené s kašlem, rýmou, průjmem a pálením a zarudnutím očí, je pravděpodobnější, že se jedná o zánět nosohltanu způsobený viry. Infekční mononukleóza může způsobit zduření mízních uzlin na krku, bolesti v krku a horečku a může být i příčinou zvětšení krčních mandlí. Tuto diagnózu lze stanovit na základě krevního testu. Specifická léčba infekční mononukleózy však neexistuje.

## Prevence
Někteří lidé mohou onemocnět streptokokovým zánětem nosohltanu častěji než jiní. Jedním ze způsobů, jak opakovanému onemocnění zabránit, je odstranění krčních mandlí. Pokud někdo onemocní streptokokovým zánětem nosohltanu třikrát ročně nebo častěji, je vhodné uvažovat o jejich odebrání. Je však také možné nějakou dobu vyčkat.

## Léčba
Streptokokový zánět nosohltanu trvá obvykle bez léčby několik dní. Po zahájení léčby antibiotiky příznaky vymizí až o 16 hodin rychleji. Hlavním důvodem léčby pomocí antibiotik je snaha snížit riziko mnohem závažnějších chorob, například srdeční choroby zvané revmatická horečka nebo hromadění hnisu v krku známého jako retrofaryngeální absces. Antibiotika účinkují velmi dobře, pokud jsou podána během 9 dnů od výskytu prvních příznaků.

### Léky proti bolesti
Léky proti bolesti mohou ulehčit bolest způsobenou streptokokovým zánětem nosohltanu. Obvykle se předepisují nesteroidní protizánětlivé léky (tzv. NSAID) nebo paracetamol, známý také jako acetaminofen. Pomoci mohou i steroidy, jako je viskózní lidokain. Dospělým může být podáván aspirin. Není vhodné podávat aspirin dětem, neboť u nich zvyšuje pravděpodobnost onemocnění Reyovým syndromem.

### Antibiotika
Penicilin V je nejběžnější antibiotikum užívané ve Spojených státech k léčbě streptokokového zánětu nosohltanu. Je populární díky své bezpečnosti, vysoké účinnosti a nízké ceně. V Evropě se za normálních okolností předepisuje amoxicilin. V Indii je mnohem pravděpodobnější, že se u nemocných rozvine revmatická horečka, a z toho důvodu se obvykle injekčně aplikuje lék benzathin penicilin G. Antibiotika snižují průměrnou délku trvání příznaků, jež dosahuje tří až pěti dnů, a sice zhruba o jeden den. Zamezují rovněž šíření choroby. Užívají se zejména k omezení výskytu ojedinělých komplikací, k nimž patří například revmatická horečka, vyrážky nebo infekce různého druhu. Kladné účinky antibiotik vyvažují jejich možné nežádoucí účinky. Zdravým dospělým, kteří na léčbu antibiotiky reagují negativně, nemusí být tyto léky vůbec předepsány. Antibiotika jsou k léčbě streptokokového zánětu nosohltanu užívána častěji, než bychom na základě závažnosti onemocnění a rychlosti, jíž se nemoc šíří, očekávali. Lék erytromycin a další léky, zvané makrolidy, by měly být užívány k léčbě nemocných trpících silnou alergií na penicilin. Lidé s méně závažnými alergiemi mohou užívat cefalosporiny. Streptokokové infekce mohou také způsobit závažné zánětlivé onemocnění ledvin (akutní glomerulonefritida). Antibiotika pravděpodobnost onemocnění touto chorobou nesnižují.

## Perspektiva
Příznaky streptokokového zánětu nosohltanu se za normálních okolností zlepší během tří až pěti dnů, a to s léčbou i bez léčby. Léčba antibiotiky snižuje riziko závažnějších chorob a zabraňuje šíření nemoci. Děti se mohou vrátit do školy 24 hodin po užití první dávky antibiotik.
Streptokokový zánět nosohltanu může způsobit následující závažná onemocnění:
- Revmatická horečka[4] nebo spála[20]
- Smrtelné onemocnění zvané syndrom toxického šoku[20][21]
- Glomerulonefritida[22]
- Onemocnění zvané syndrom PANDAS (dětská autoimunní neuropsychická porucha spojená se streptokokovou infekcí).[22] Jedná se o imunitní poruchu způsobující náhlé a někdy závažné problémy v chování.

## Pravděpodobnost onemocnění
Streptokokový zánět nosohltanu řadíme do širší kategorie zánětů nosohltanu neboli faryngitid. Každý rok onemocní ve Spojených státech zánětem nosohltanu přibližně 11 miliónů lidí. Ve většině případů je nemoc způsobena viry. Skupina bakterií zvaná A beta-hemolytický streptokok způsobuje 15 až 30 % zánětů nosohltanu u dětí a 5 až 20 % zánětů nosohltanu u dospělých. Nemoc se nejčastěji objevuje na konci zimního a počátku jarního období.